# Château de Bouvron
Le château de Bouvron est une maison forte érigée à la fin du XVe siècle, à l'ouest du village de Bouvron, en Meurthe-et-Moselle, sur l'emplacement d'un ancien château des évêques de Toul, rasé v. 1215, par le duc Thiébaud Ier de Lorraine.
 Vendu comme bien national à la Révolution, le château est transformé en ferme d'exploitation, jusqu'à nos jours.

## Description générale
D'après l'ouvrage de Sébastien Jeandemange, Châteaux et maisons fortes du Toulois : L'inventaire des sites fortifiés (2e partie), Revue Études Touloises no 109, Cercle d'études locales du Toulois, Toul, 2004.
La maison forte, a un plan rectangulaire d'environ 50 mètres de long et 40 mètres de large.
Ses angles nord-ouest et sud-ouest sont encore flanqués de deux tours circulaires, d'un diamètre de 6 mètres, d'une épaisseur d'un mètre, et d'une hauteur aujourd'hui réduite à 5,5 mètres, comportant une fenêtre (XVIIIe siècle) et d'ancienne ouvertures de tirs.
L'entrée principale est matérialisée par une porte cochère en plein cintre, percée dans la courtine sud, permettant l'accès à la cour centrale.

## Propriétaires
- Évêques de Toul, jusqu'au début du XIIIe siècle.
- Famille de Chérisey, au début du XIVe siècle.
- Famille Baillivy, à la fin du XVIe siècle.
- Famille de Cabar, à la fin du XVIIe siècle[1].